# David Cancola
David Cancola (Vienna, 23 ottobre 1996) è un calciatore austriaco, centrocampista dell'Hebăr Pazardžik.

## Caratteristiche tecniche
È un centrocampista centrale.

## Carriera
Cresciuto nel settore giovanile dell'Austria Vienna, ha esordito in prima squadra il 17 agosto 2017 disputando l'incontro di qualificazione per l'UEFA Europa League vinto 2-1 contro l'Osijek. Tre giorni più tardi ha debuttato anche in Bundesliga giocando i minuti di recupero finali del match vinto 3-1 contro il Mattersburg.